# Wolf Mislich
Wolf Mislich of Wolf Misselich of Wolf Misslach (- Bredevoort, 1639) was een kapitein en vanaf 1629 gouverneur van de heerlijkheid Bredevoort, en speelde een belangrijke rol tijdens de Inname van Wesel (1629) gedurende de Tachtigjarige Oorlog. 

## Geschiedenis
Prins Frederik Hendrik gelastte Gooswijn van der Lawick en Mislich op 9 augustus met 600 soldaten naar Emmerik op te trekken om daar deel te nemen aan de inname van Wesel en nam daar twee schansen in die de Spanjaarden aan de Lippe hadden opgeworpen. De Staten-Generaal beloonden Wolf met een gouden medaille ter waarde van honderd rijksdaalders.
Na zijn dood in 1639 heeft Mislich veel voor de gereformeerde armen in Bredevoort betekend. Hij had zijn huis en gehele  bezit ter waarde van 15.000 gulden (in die tijd een enorm bedrag) overgemaakt aan de Hervormde diaconie van dit stadje. In 1808 vertegenwoordigde het legaat nog een waarde van f.6135,-.-. Het legaat werd tot 1835 beheerd door twee administrateurs die om de een of twee jaar werden vervangen. Zij ondersteunden het armenbestuur van de gereformeerden, dat bestond uit diaconen en provisoren, als zij in hun uitgaven tekortkwamen.
Mislich ligt begraven in de Sint-Joriskerk.